# Discovery (album de Daft Punk)
Vous lisez un « article de qualité » labellisé en 2024.
Pour les articles homonymes, voir Discovery.
Albums de Daft Punk
Homework
(1997) Alive 1997
(2001)
Singles
1. One More Time
Sortie : 13 novembre 2000
2. Aerodynamic
Sortie : 28 mars 2001
3. Digital Love
Sortie : 21 août 2001
4. Harder, Better, Faster, Stronger
Sortie : 13 octobre 2001
5. Face to Face
Sortie : 10 octobre 2003
6. Something About Us
Sortie : 14 novembre 2003

Discovery est le deuxième album studio du groupe français Daft Punk, publié le 12 mars 2001 par le label Virgin Records. Cet album marque un changement de style, passant de la house de Chicago de leur premier album, Homework paru en 1997, à un style plus fortement inspiré du disco, du post-disco, du garage house et du R&B. Thomas Bangalter décrit Discovery comme une exploration des structures des chansons, des formes musicales et de la nostalgie de l'enfance, par rapport à la musique électronique « brute » de Homework.
Discovery est enregistré au domicile de Thomas Bangalter à Paris entre 1998 et 2000. Il comporte de nombreux samples, soit créés par Daft Punk, soit repris de chansons plus anciennes. Les artistes Romanthony, Todd Edwards et DJ Sneak ont apporté leur collaboration à plusieurs titres de l'album. Pour les clips, Daft Punk développe un concept mêlant la science-fiction et l'industrie du divertissement. Inspiré par son amour d'enfance pour les anime japonais, le duo collabore avec Leiji Matsumoto pour produire Interstella 5555: The Story of the Secret Star System, un film d'animation utilisant Discovery comme bande originale.
En marge de la sortie de Discovery, Daft Punk adopte des costumes de robot. Ils ont également lancé Daft Club, un site Web qui propose des morceaux exclusifs. Discovery atteint les sommets dans plusieurs classements internationaux lors de sa sortie. Les critiques ont félicité Daft Punk pour avoir innové dans la musique house comme ils l'avaient fait avec Homework. Six singles sont extraits de cet album : One More Time, celui ayant obtenu le plus de succès, est devenu un tube de club. Discovery est reconnu pour avoir influencé la production de la pop au cours des décennies suivantes. En 2020, le magazine Rolling Stone l'inclut au 236e rang de sa liste des 500 plus grands albums de tous les temps.

## Contexte
Après la sortie de leur premier album Homework, Thomas Bangalter et Guy-Manuel de Homem-Christo passent la majeure partie de l'année 1997 en tournée dans le cadre de Daftendirektour,. Pendant la première moitié de l'année 1998, chaque membre du duo se concentre sur son label — Roulé pour Bangalter, Crydamoure pour Homem-Cristo — tout en travaillant sur la collection de vidéos D.A.F.T. : A Story About Dogs, Androids, Firemen and Tomatoes. En 1999 et 2000, leur temps est partagé entre la production de musique pour leurs propres labels et l'enregistrement de Discovery. Bangalter note que Homework, leur précédent album, a influencé de nombreux autres artistes à imiter leur son, incitant le duo à poursuivre vers une direction différente pour mieux se distinguer et ainsi se réinventer,.

## Enregistrement
Discovery est enregistré dans le propre studio du duo, Daft House, situé au domicile de Bangalter à Paris,. Le duo commence à travailler sur l'album en 1998, et le produit sur une période de deux ans,. Bangalter et Homem-Christo composent aussi bien ensemble que séparément, un processus similaire à celui de leur premier album Homework.

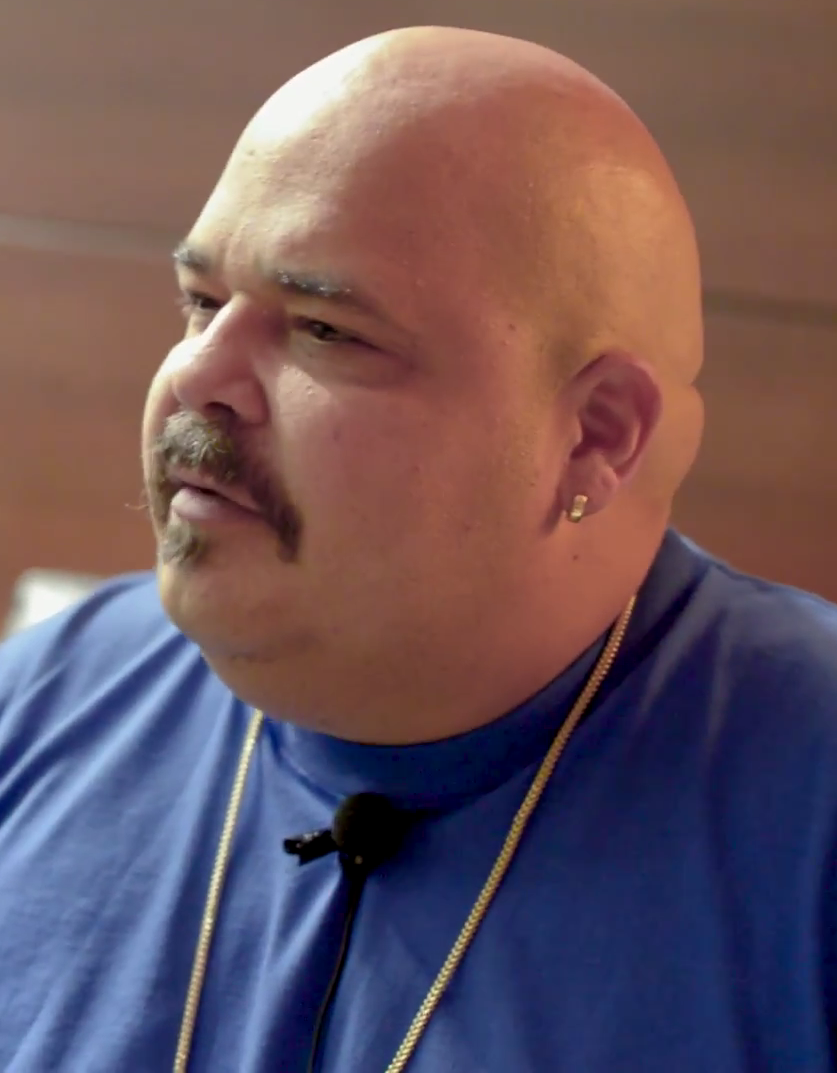
DJ Sneak, le parolier de Digital Love.

Pour Discovery, Daft Punk utilise différents échantillonneurs et synthétiseurs, notamment l'Akai MPC, l'E-mu SP-1200, l'Oberheim DMX ou la boîte à rythmes LinnDrum. Pour les vocodeurs, le groupe utilise un Roland SVC-350, et un DigiTech Vocalist. L'album a bénéficié, pendant sa production, de l'utilisation d'un ordinateur avec Auto-Tune et une première version de Logic. Chaque piste de Discovery utilise un phaser différent. L'album est masterisé par Nilesh Patel, qui avait également masterisé Homework.
L'un des premiers titres issus des sessions de production pour Discovery, One More Time, est achevé en 1998 et reste « sur une étagère » jusqu'à sa sortie en single en 2000. Après avoir terminé Too Long au début de la production de l'album, les Daft Punk décident de ne « pas faire 14 autres morceaux de house », et il est donc entrepris d'incorporer des styles variés pour le disque,. L'album comporte les contributions musicales de Romanthony, Todd Edwards et DJ Sneak. Homem-Christo note que Romanthony et Edwards sont deux des producteurs qui ont eu une grande influence sur Daft Punk. Le duo avait voulu travailler avec eux sur Homework, mais avait eu du mal à les convaincre car les Daft Punk étaient encore relativement inconnus à l'époque. DJ Sneak écrit les paroles de Digital Love et participe à la production de la chanson,.

## Caractéristiques artistiques

### Thématique
Discovery, pour « découverte » en anglais, est reconnu comme un album concept,,. Il est fortement lié aux souvenirs d'enfance des Daft Punk, incorporant leur amour du cinéma et des personnages de fiction. Thomas Bangalter précise que l'album traite des expériences du duo qui a grandi dans la décennie entre 1975 et 1985, plutôt que d'être un simple hommage à la musique disco puis pop de cette période,. Le disque est conçu pour refléter une attitude ludique, honnête et ouverte d'esprit à l'écoute de la musique, notamment le disco, l'électro, le rock, le heavy metal et la musique classique. Bangalter le compare à l'état d'enfance où l'on ne juge ni n'analyse la musique. Il note également que l'approche stylistique de l'album est en contraste avec celle de leur précédent album : « Homework […] était une façon de dire aux enfants du rock, genre la musique électronique est cool. Discovery, c'était l'inverse, c'était dire aux gamins de l'électronique : Le rock, c'est cool, tu vois ? »,. Il précise que Homework était « un truc brut » axé sur la production et la texture du son, alors que le but de Discovery était d'explorer les structures des chansons et les nouvelles formes musicales : pour Bangalter, l'un des aspects intéressants de la house est d'inspirer les musiciens à utiliser des instruments pour des choses pour lesquels ils n'ont pas été conçus. Ce changement de son leur a été notamment inspiré par Windowlicker d'Aphex Twin,.
Discovery s'éloigne des précédents sons house de Daft Punk. Dans sa critique pour AllMusic, John Bush écrit que les Daft Punk ont produit un son « plus glamour et plus pop » d'Eurodisco et de R&B en sur-embellissant leurs effets de pitch-bend et de vocodeur, y compris des boucles de divas, de guitares synthétiques et de piano électrique. Keith Gwillim, de Stylus Magazine, affirme qu'il s'agit d'un album disco qui s'appuie sur les éléments « dansants » et « saphiques » du genre, notamment ses voix traitées et ses solos de guitare « préfabriqués ». D'autres critiques qualifient également l'album de post-disco. Thomas Bangalter justifie cet éloignement par rapport à Homework, qu'il considère comme la preuve d'une ouverture d'esprit sans laquelle la musique électronique serait menacée par l'immobilisme : « La musique que nous avons jouée jusqu’à présent n’est pas la seule que nous aimons. Nos goûts musicaux sont très vastes. Un premier album, c’est fatalement réducteur. Un trompettiste de jazz n’écoute pas forcément que de la trompette et que du jazz. Il y a plein de choses dans l’art et la musique que nous aimons beaucoup et dont nos disques n’ont pas encore tenu compte »,.

### Musique

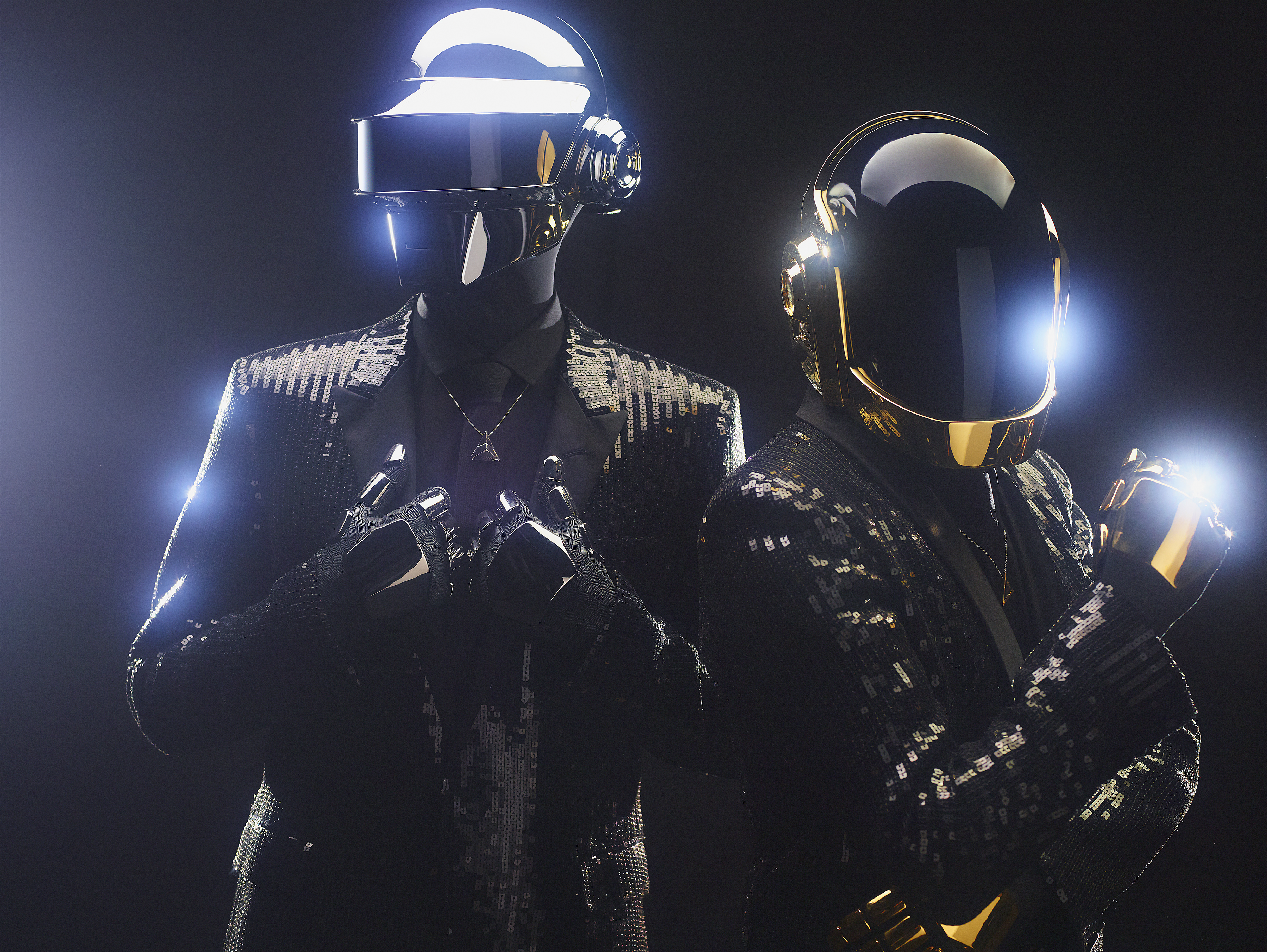
Les Daft Punk en 2013.

De façon générale, Discovery mêle des rythmes d'électro-pop, de funk et de rock progressif inspirés de ceux de la fin des années 1970 et du début des années 1980.
Le morceau d'ouverture de l'album, One More Time, présente un chant fortement auto-accordé et compressé de Romanthony. Le morceau suivant, Aerodynamic, avec un groove funk, s'interrompt pour un solo de guitare électrique, et se termine par un segment électronique plus « spacieux ». Ce solo, qui contient des arpèges de guitare, a été comparé par le magazine américain Pulse ! aux sonorités du guitariste suédois Yngwie Malmsteen. Digital Love contient un solo exécuté par le duo à l'aide d'un piano Wurlitzer, de synthétiseurs vintage et de séquenceurs musicaux; il incorpore des éléments de pop, de new wave, de jazz, de funk et de disco. Harder, Better, Faster, Stronger, le quatrième titre de l'album est une chanson à tendance pop et électro,. Elle est suivie de Crescendolls, un morceau purement instrumental. Nightvision est un morceau d'ambiance. Superheroes se rapproche du minimalisme acide de Homework. High Life est construit sur un échantillon vocal, et contient une section d'orgue. Something About Us est une chanson downtempo, avec des voix traitées numériquement par Daft Punk et des rythmes lounge.
Voyager comporte des riffs de guitare, des synthés des années 1980 ressemblant à une harpe, et une ligne de basse funky. Veridis Quo est une chanson baroque synthétisée « faux-orchestrale ». Le titre du 11e morceau de l'album, Veridis Quo, peut aussi être interprété comme l'homophone de « Very Disco » selon Angus Harrison de Noisey. De même, il suffit de remettre les syllabes dans le bon ordre et on obtient « Discovery », le titre de l'album. Short Circuit est une chanson électro-R&B avec des breakbeats et des motifs de batterie programmés. Face to Face est une chanson dance-pop avec le chant de Todd Edwards, et est plus orientée pop que les autres morceaux de Discovery,. Dans le contexte de l'album, Bangalter note que le morceau précédent, Short Circuit représente l'acte de s'éteindre, et que Face to Face représente le fait de reprendre conscience et de faire face à la réalité. Too Long, le morceau conclusif de l'album, est une chanson électro-R&B de dix minutes au titre teinté d'auto-dérision,.

### Samples
Une quantité importante d'échantillonnage est présente sur l'album. Plutôt que de créer une nouvelle musique en utilisant uniquement les échantillons, Daft Punk les travaille en écrivant et en interprétant des parties supplémentaires,. Les notes de pochette de Discovery précisent l'utilisation autorisée de samples pour quatre pistes de l'album : Une partie de I Love You More de George Duke figure dans Digital Love ; Cola Bottle Baby d'Edwin Birdsong a été échantillonné pour Harder, Better, Faster, Stronger ; la chanson Can You Imagine des Little Anthony and the Imperials est utilisée pour Crescendolls ; Who's Been Sleeping in My Bed de Barry Manilow est crédité pour Superheroes. En 2007 paraît Discovered: A Collection of Daft Funk Samples, un album réunissant les morceaux originels de ces échantillonnages,.
Il a été observé que One More Time contient un échantillon de la chanson More Spell on You d'Eddie Johns, bien qu'elle ne soit pas créditée dans les notes de pochette de Discovery. Le Los Angeles Times a confirmé ce fait après la séparation de Daft Punk et a découvert que Daft Punk payait des royalties pour l'échantillon deux fois par an au label GM Musipro.
Une communauté s'est formée sur Internet afin de rechercher les possibles échantillons utilisés par Daft Punk pour la conception de leurs morceaux présents sur cet album, comme Break Down for Love du groupe Tavares pour High live, Evil Woman d'Electric Light Orchestra pour Face to Face — pour laquelle Todd Edwards révèle l'utilisation de 70 samples —, The Ballad of Dorothy Parker de Prince pour Short Circuit, First Come, First Serve de Rose Royce sur Too Long, Get Down Saturday Night d'Oliver Cheatham sur Voyager, ou encore Supernature de Cerrone pour Veridis Quo. En 2000, Guy-Manuel de Homem-Christo prend contact avec Cerrone afin d'acquérir les droits pour sampler son morceau, une rencontre que ce dernier se remémore en 2020 : « Guyman est venu me voir, très gentil. Il souhaitait avec son duo acquérir les droits pour sampler Supernature. Nous étions respectueux de l’un et de l’autre, de manière très simple. Je garde un souvenir de quelqu’un de très modeste et de très gentil. J’étais surpris car il est venu avec un poster d'un concert que j’avais donné au début des années 1980 pour que je le lui dédicace ».
Cependant, Bangalter a déclaré que la moitié des échantillons qu'il avait vus répertoriés ne sont pas vrais. Il a également déclaré que l'échantillonnage qu'ils font est légitime, pas quelque chose qu'ils essaient de cacher. Bangalter explique que les éléments nouvellement enregistrés ont été implémentés d'une manière qui équivalait à « créer de faux échantillons […] où les gens pensent qu'il y a des échantillons de disques disco ou de disques funk »,.

### Crédits
Sauf mention contraire, les crédits proviennent de la pochette du single sorti en 2001 :
| - Musiciens : - Daft Punk — samples, synthés, chant, vocodage, mixage, programmation, production, concept, direction artistique - Romanthony — paroles, chant sur One More Time et Too Long, coproduction de Too Long - DJ Sneak — paroles de Digital Love - Todd Edwards — paroles, chant, coproduction sur Face to Face | - - Nilesh Patel — mastering - Alex & Martin — concept, direction artistique - Cédric Hervet — concept, direction artistique - Gildas Loaëc — concept, direction artistique - Simon Scott — concept, direction artistique - Daniel Vangarde — concept, direction artistique - Pedro Winter — concept, direction artistique - Tony Gardner & Alterian — combinaison bionique - Spike Sugyama — Tokyo Connector - Mitchell Feinberg — photo du métal liquide de l'album - Luis Sanchis — photo du piano de l'album |

## Parution

### Sortie
Daft Punk avait initialement prévu de sortir chaque chanson de Discovery en tant que single, selon Orla Lee-Fisher, qui était responsable du marketing pour Virgin Records UK à l'époque, mais ce plan a finalement été mis de côté. One More Time sort en 2000, avant la sortie de l'album qui parait le 12 mars 2001, avec les singles Aerodynamic, Digital Love, Harder, Better, Faster, Stronger, Something About Us, et Face to Face lancés par la suite. La pochette de l'album est illustrée du logo Daft Punk réalisé en argent métallisé sur un fond noir,.
Peu de temps avant la sortie de l'album, le groupe lance Daft Club, un site Web qui propose en téléchargement des morceaux inédits, des remixes et des extraits live. Chaque CD de Discovery comprenait une carte de membre Daft Club portant un numéro unique qui permettait un accès personnalisé au site Web. Bangalter déclare que c'était « notre façon de récompenser les personnes qui achètent le CD ». Le service fourni par le site prend fin en 2003 ; la plupart des morceaux sont ensuite compilés dans l'album de remixes Daft Club.

### Les casques de robots
Les Daft Punk adoptent des costumes de robots pour préparer la sortie de Discovery. Ils font réaliser des casques sur mesure, dessinés par les graphistes français Alex & Martin, puis réalisés par Tony Gardner, qu'ils rencontrent dans la banlieue de Los Angeles en 1999. Ce dernier conseille les deux musiciens sur leur tenue vestimentaire, leur démarche, leur allure et leur attitude, afin de leur façonner une nouvelle identité, en fonction de leur personnalité respective. Le duo ont en tête des références cinématographiques, comme Le Jour où la Terre s'arrêta, Phantom of the Paradise ou encore Star Wars, et souhaitent se mettre en scène dans un univers de science-fiction mêlant vaisseaux spatiaux et combats intergalactiques. Thomas Bangalter arbore une combinaison de couleur argent et Guy-Manuel de Homem-Christo une combinaison cuivre irisé et or, avec le mot Discovery en rouge sur le casque au niveau des yeux. Afin de communiquer, sur les conseils de Tony Gardner, Bangalter pré-enregistre des mots qui s'affichent sur un écran le moment voulu tandis que Homem-Cristo utilise des images et des symboles affichés sur un autre écran.
Le groupe déclare à la presse qu'il travaillait dans son studio à 9 h 9 le 9 septembre 1999, lorsque leur échantillonneur a explosé. Ils doivent alors subir une chirurgie réparatrice et, en reprenant conscience, ont réalisé qu'ils étaient devenus des robots. Ils racontent désormais avoir une puce implantée dans le cerveau et vivre à Robot Ville, un endroit où ils peuvent vivre une vie normale et faire de la musique,,. Le duo explique : « Avec les casques de robots nous trouvons nos têtes plus belles que nos têtes humaines. Les robots sont beaucoup plus amusants que nous sur la couverture des magazines. Quelle est la part de calcul et celle de la pudeur ? Impossible de répondre. On est prêts à donner beaucoup de choses, beaucoup de nous, mais en musique, sans nécessairement payer de notre personne ». Cette date symbolique est vue comme une référence à Revolution 909, le cinquième et dernier single extrait de Homework, peut-être aussi à Revolution 9, un assemblage expérimental de bandes sonores des Beatles réalisé en 1968, où une voix répète « number nine, number nine ». Enfin, en numérologie, le chiffre 9 désigne l'altruisme, la compassion, l'élévation des consciences.

### Clip musical

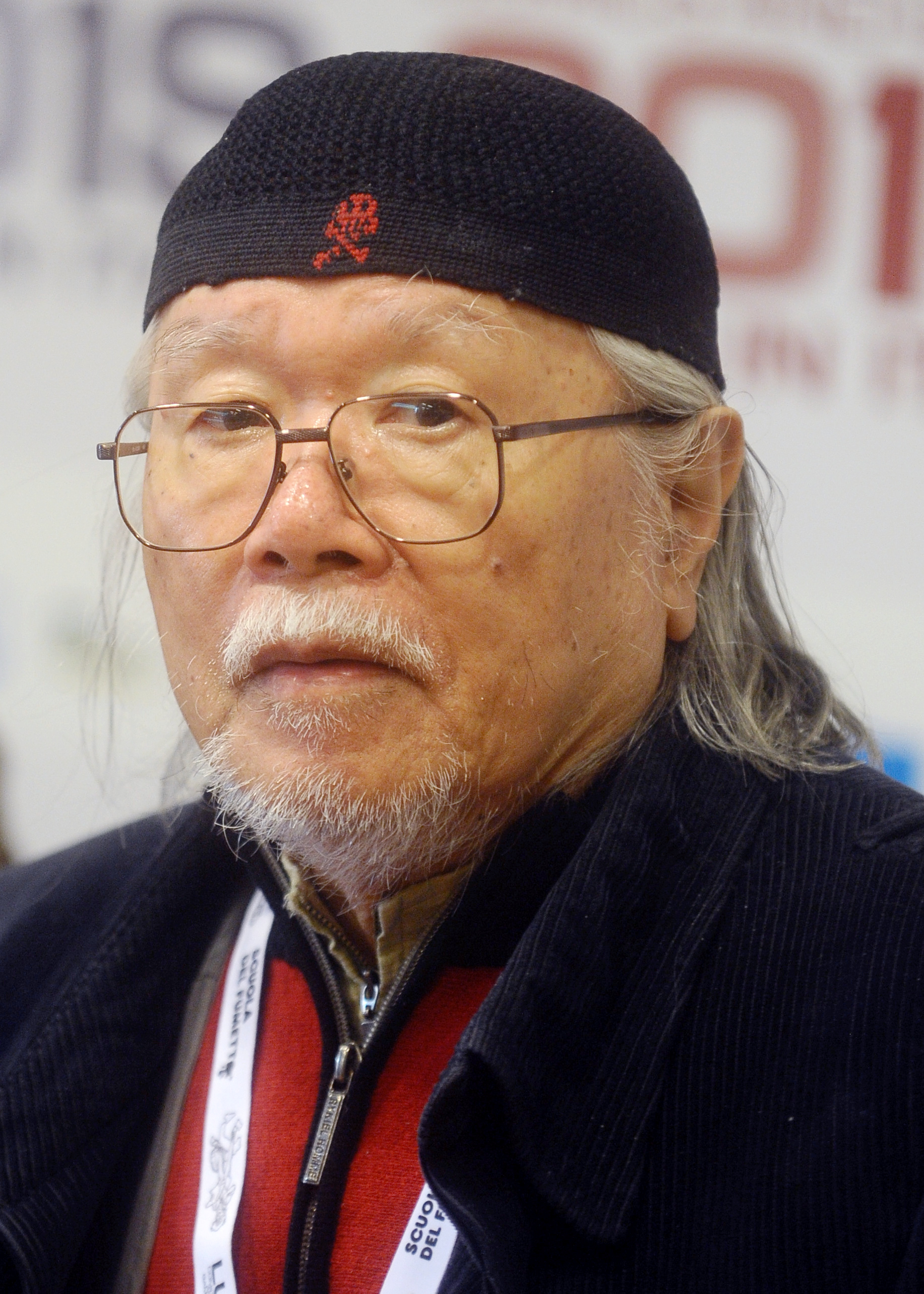
Leiji Matsumoto (ici en 2018), le producteur du film d'animation Interstella 5555: The Story of the Secret Star System.

Les Daft Punk conçoivent leur création comme un « univers global » qui inclut la musique, leur amour du cinéma, de leurs personnages et le plaisir qu'apporte la création en général. Cette approche comprend la conception de leurs chansons, de leurs clips et de leurs pochettes. Les idées pour les vidéoclips de l'album se forment pendant les premières sessions d'enregistrement de Discovery en 1999. L'album devait à l'origine être accompagné d'« un film d'action en direct, chaque chanson faisant partie du film », selon Todd Edwards. Les Daft Punk évoquent l'idée d'un opéra rock à la Who et souhaitent en confier la réalisation à Spike Jonze, qui est à l'origine du clip de Fresh, mais celui-ci réalise alors Dans la peau de John Malkovich.
Le groupe décide alors de se concentrer sur la production d'un anime. Le concept de Daft Punk pour le film impliquait la fusion de la science-fiction et de l'esthétique du manga avec la culture de l'industrie du divertissement. Les membres du duo se souviennent avoir regardé des anime japonais lorsqu'ils étaient enfants, notamment Albator, Goldorak et Candy Candy, dans l'émission Récré A2, et sont sensibles à l'univers du film Phantom of the Paradise, réalisé par Brian De Palma,. Ces idées sont développées avec le réalisateur Cédric Hervet. Tous trois ont apporté l'album et l'histoire terminée à Tokyo dans l'espoir de créer le film avec leur héros d'enfance, Leiji Matsumoto, le créateur Albator,.
Après que Matsumoto a rejoint l'équipe en tant que superviseur visuel, Shinji Shimizu est contacté pour produire l'animation et Kazuhisa Takenouchi pour réaliser le film. Avec la coordination de la traduction de Tamiyuki « Spike » Sugiyama, la production commence en octobre 2000 et se termine en avril 2003, pour un coût estimé à 4 millions de dollars, soit la totalité des recettes engendrées par Homework et Discovery,,. Les Daft Punk souhaitaient la réalisation d'un seul film d'animation mettant bout à bout tous les titres de l'album, mais pour des raisons commerciales, les chaînes musicales ne diffusent que trois clips. Le film sort en salles en mai 2003 en marge d'une présentation au festival de Cannes.
Le résultat de cette collaboration est le film d'animation Interstella 5555: The Story of the Secret Star System, hommage à Albator, De Palma et, par sa thématique space opera, à 2001, l'Odyssée de l'espace de Stanley Kubrick, dont la bande-son est constituée de l'intégralité des morceaux de Discovery. Le film s'axe principalement sur les thématiques de l'industrie du disque et du show business,, en particulier l'exploitation et l'aliénation qu'ils peuvent engendrer. Coloré et d'apparence naïve, il met en correspondance deux univers artistiques : celui des Daft Punk, en quête d'universalisme — faire danser la Terre entière —, de recherche du bonheur, de justice et de vérité, tout en rendant hommage à l'esthétisme nippon ; et celui de Matsumoto, inspiré par son séjour à Paris en 1955, où il visite le musée du Louvre, s'inspire de l'univers de la chevalerie et du film Marianne de ma jeunesse, l'œuvre de Julien Duvivier.
Le film raconte l'enlèvement d'un groupe de rock extraterrestre composé de quatre musiciens, Arpegius, Baryl, Oscar et Stella. Sur la planète du Peuple Bleu auquel ils appartiennent, One More Time est un immense tube. Earl de Darkwood, leur manager, les faits kidnapper pour tirer profit de leur gloire. Néanmoins intervient un super-héros, Shep, qui se déplace dans l'espace à bord d’un vaisseau en forme de guitare.

## Réception

### Réception critique
Sur Metacritic, Discovery obtient une note moyenne de 74⁄100, basée sur 19 critiques issues de la presse spécialisée. John Bush, pour le site spécialisé AllMusic, estime que Discovery est un album « bourré d'excellentes productions et de nombreux clins d'œil obligatoires aux rythmes préférés du duo des années 1970 et 1980. Abandonnant l'hystérie acid house hurlante de leurs premiers travaux, l'album évolue dans les mêmes cercles disco filtrés et doux que les succès dance européens (Music Sounds Better with You et Gym Tonic qui ont été coproduits par Thomas Bangalter ». Bush juge que le duo « réalise un son digne des techniciens électro-pop d'antan, de Giorgio Moroder à Todd Rundgren en passant par Steve Miller. Daft Punk sont des producteurs si stellaires et méticuleux qu'ils font fonctionner n'importe quel son ».
Le magazine musical britannique Q écrit que Discovery se montre vigoureux et innovant dans son exploration de « vieilles questions et d'idéaux dépassés », saluant l'album comme « un tour de force imposant et convaincant » qui « transcende l'étiquette de danse » sans manquer d'idées, d'humour ou de « brillance ». Q classe Discovery comme étant l'un des 50 meilleurs albums de l'année 2001. Alexis Bernier, pour Libération, estime que « s'amuser » est le maître-mot des Daft Punk, « sans se préoccuper de savoir qui d'autre cela fera rigoler ». Tentant d'imaginer la variété musicale du nouveau millénaire, « Paradoxalement, en guise de futurisme, Discovery est un album souvent régressif, qui revisite avec brio la musique de l'enfance, en l'occurrence pour les Daft celle des années 1980 ».
Joshua Clover, journaliste pour le trimestriel américain Spin, qualifie le disco de « dernier triomphe » de Discovery. Il estime que même si le disque « faiblit un peu » vers la fin, les chansons d'ouverture sont à égalité avec des albums tels que Sign o' the Times de Prince (1987) et Nevermind de Nirvana (1991). Le mensuel britannique Mixmag qualifie Discovery de « l'album pop non pop parfait » et déclare que Daft Punk a « modifié le cours de la dance pour la deuxième fois ».
Stephen Dalton, pour l'hebdomadaire britannique NME, trouve les idées pop art passionnantes et honore Daft Punk pour « avoir réinventé le milieu des années 80 comme l'ère pop la plus cool de tous les temps ». Dans Entertainment Weekly, Will Hermes écrit que « le montage des rythmes et la magie de l'égalisation impressionnent toujours », mais demande à Daft Punk « moins de comédie, plus d'extase ». Dalton applaudit : « C'est un enregistrement si léché, intense et éclatant d'idées pop art qu'il pourrait presque entrer à la Tate Modern. La mission du duo parisien de reproduire et de célébrer les joies un peu ringardes de la disco-pop des années 80 est si obsessionnelle qu'ils sont devenus les cousins musicaux de Jeff Koons, l'artiste über-kitsch qui gonfle avec amour des ornements inutiles à des dimensions immenses, les rendant ainsi étrangement beaux et réduisant à néant la tyrannie bourgeoisie du bon goût. Prétentieux ? Pas vraiment, juste français »,,.
Ben Ratliff, pour le bimensuel américain Rolling Stone écrit que peu de chansons de Discovery « tiennent la promesse de One More Time ». Il trouve la plupart d'entre elles « confuses, non seulement dans le spectre entre sérieux et plaisanterie, mais aussi dans son sens d'identité ». Dans The Guardian, Alexis Petridis estime que la tentative de Daft Punk de « sauver » d'anciennes références musicales ressemble à Homework, mais est moins cohérente et réussie. Ryan Schreiber, critique pour Pitchfork, trouve l'hybride « prog et disco […] relativement inoffensif » et dit que l'album n'est pas « censé être jugé sur ses paroles », qu'il estime banales. Robert Christgau, pour l'hebdomadaire américain The Village Voice, écrit facétieusement que l'album peut plaire aux jeunes amateurs de techno berlinoise et d'informatique, mais qu'il est trop « français » et « spirituel » pour les goûts américains.

### Réception commerciale
L'album, en termes de ventes, a atteint la deuxième place au Royaume-Uni et en France et la 23e place aux États-Unis. L'album a également débuté à la deuxième place du Canadian Albums Chart, avec 13 850 exemplaires vendus dans le pays au cours de sa première semaine. Deux semaines après sa sortie, Virgin Records annonce que Discovery s'est écoulé à 1,3 million d'exemplaires. L'album a été certifié triple platine en France (en 2007) avec plus de 600 000 exemplaires vendus,. Grâce à ses ventes, Discovery est certifié disque d'or par la Recording Industry Association of America (RIAA) le 11 octobre 2010.
En mai 2013, l'album s'était vendu à 802 000 exemplaires aux États-Unis. Le single phare de l'album, One More Time, a été son plus grand succès, atteignant la première place des charts français et du Billboard Hot Dance Club Songs. Le single a également culminé dans le top 10 de sept autres charts. Il est resté le single le plus populaire du groupe jusqu'à la sortie de Get Lucky en 2013. Le cinquième single de l'album, Face to Face, a atteint la première place du classement Billboard Hot Dance Club Songs en 2004. Discovery s'est vendu au total à 2,8 millions d'exemplaires,.

### Nominations
Daft Punk obtient deux nominations à la 44e édition des Grammy Awards en 2002. One More Time est nommé dans la catégorie du meilleur enregistrement dance et Short Circuit est nommé dans celle de la meilleure prestation pop instrumentale, mais All for you de Janet Jackson et Reptile d'Eric Clapton remportent respectivement ces récompenses.

## Postérité

### Remixes et réutilisations
En 2003, deux ans après la parution de l'album original, le groupe sort une compilation de remixes officiels : Daft Club. Ceux-ci était présents sur le site du même nom lancé à la sortie de Discovery. Y sont présents un remix de tous les morceaux sauf cinq et inclut notamment les réinterprétations par The Neptunes, Basement Jaxx, Demon ou Gonzales mais également des artistes originaux : Daft Punk eux-mêmes et Romanthony.
En 2007, dans le cadre de leur tournée Alive, de nombreux morceaux de l'album sont réutilisés et remaniés par le groupe. Faisant essentiellement du mashup de leurs titres, Daft Punk assemble et remixe en direct une grande partie de l'album Discovery avec leurs productions d'Homework, Human After All et même quelques morceaux en dehors de la discographie du groupe,. Un des concerts donnés sera enregistré et sorti en CD. Le morceau Around the World / Harder, Better, Faster, Stronger sera même décliné en single.
Outre ces morceaux officiels, l'album continue d'être remixé par d'autres artistes après la sortie de Daft Club. Harder, Better, Faster, Stronger est ainsi repris par Philippe Uminski en 2004, remixé par Diplo en 2008 et par Dillon Francis en 2014. En 2013, le groupe Pentatonix rend hommage à Daft Punk en réinterprétant a cappella une partie de leur discographie, dont trois des titres de Discovery : One More Time, Harder, Better, Faster, Stronger et Digital Love. Overwerk fait de même en 2016 où il inclut et remixe de nombreux morceaux de l'album dans un hommage au groupe. On compte également des remixes n'ayant jamais été publiés, Harder, Better, Faster, Stronger par Deadmau5 en 2007, One More Time par Sébastien Léger en 2009 ou par Zedd en 2015 qui précise d'ailleurs qu'il n'a jamais eu l'autorisation du groupe de le sortir.
La chanson Harder, Better, Faster, Stronger a fait l'objet de deux réappropriations sur YouTube en 2007, l'une intitulée Daft Hands, dans laquelle Austin Hall mime avec ses doigts l'ensemble des paroles. Sa vidéo est visionnée 68 millions de fois et lui a permis d'être invité dans l'émission The Ellen DeGeneres Show. L'autre, intitulée Daft Bodies, montre deux jeunes filles en sous-vêtements et portant un casque, danser au rythme de cette chanson.

### Échantillonnages inspirés de l'album
Plusieurs artistes ont échantillonné Discovery. Le single de Kanye West Stronger, paru en 2007, contient un sample de Harder, Better, Faster, Stronger. Daft Punk interprète Stronger avec Kanye West aux Grammy Awards 2008. La chanson Summertime de Wiley, en 2008, contient un échantillon de Aerodynamic et Madeon inclut le morceau dans son titre Pop Culture en 2011. Veridis Quo est samplé dans Dream Big, le single de Jazmine Sullivan, paru en 2009, et dans la chanson Coco Loco de Maluma en 2023,. One More Time est également échantillonné en 2022 dans le single Circo Loco de Drake et 21 Savage.

### Classements postérieurs
En 2020, Alexis Petridis reconsidère sa critique parue dans The Guardian, analysant l'influence de Discovery sur la production de la musique pop au cours des années suivantes. Il écrit : « Daft Punk était incroyablement prémonitoire : jouez Discovery aujourd'hui et cela sonne tout à fait contemporain. Ma critique, en revanche, n'a pas si bien vieilli »,. En 2021, Pitchfork inclut Discovery dans sa liste de notes de critiques qu'ils « changeraient s'ils le pouvaient », augmentant sa note de 6,4 à 10 sur 10. Noah Yoo écrit : « Si les notes sont censées indiquer la longévité ou l'impact d'une œuvre, la critique originale est invalidée avec le recul historique. Le deuxième album de Daft Punk, Discovery, est la pièce maîtresse de leur carrière, un album qui a transcendé les racines club des robots et a résonné à travers les décennies qui ont suivi »,.
En 2005, Pitchfork classe Discovery au douzième rang des 100 meilleurs albums de la période 2000-2004. Le même média le nomme troisième meilleur album des années 2000 ; le douzième meilleur selon Rhapsody et le quatrième meilleur d'après Resident Advisor,,. En 2012, le magazine Rolling Stone classe Discovery au huitième rang des trente meilleurs albums d'electro et l'inclut au 236e rang de sa liste des « 500 plus grands albums de tous les temps » en 2020,. En 2023, le magazine britannique GQ considère Discovery comme le sixième meilleur album électronique de tous les temps. En 2024, Apple Music classe Discovery à la 23e place de sa liste des « 100 meilleurs albums ».
Certains titres de l'album sont par ailleurs inclus dans des classements qui leur sont propres. One More Time est ainsi reconnu parmi les meilleures chansons des années 2000, 5e selon Pitchfork, 33e selon Rolling Stone, qui le classe également 307e de tous les temps en 2010. Il est également désigné meilleur titre dance par Mixmag, et meilleur morceau de French touch par The Guardian. Harder, Better, Faster, Stronger est reconnue 139e meilleure chanson des années 2000 par Pitchfork.

### Influences
Discovery, par son éclectisme, a inspiré plusieurs groupes électro français et étrangers. Pedro Winter, patron du label Ed Banger Records et ancien manager des Daft Punk, explique : « Tous les artistes que je signe les réclament en influence, comme ils citent Prince et Suicide. Leur attitude par rapport aux médias, on peut en rigoler, mais musicalement, ils demeurent une influence. Ils ont donné envie aux producteurs d'écrire des morceaux très différents, de ne pas s'enfermer dans un genre, d'être libres ». Winter cite Waters of Nazareth et D.A.N.C.E., deux titres très différents composés par Justice, pour expliquer l'influence de Discovery sur ce groupe.
Le groupe belge Soulwax estime que les Daft Punk ont démocratisé la dance : « Les Daft font partie de ces artistes qui transcendent leur genre. Quand on parle de Bob Marley, on ne pense pas qu'au reggae, et quand on cite les Beatles, on ne pense pas qu'à la pop. Ce que les Daft ont fait avec la dance, c'est introduire cette musique de Chicago dans d'autres cercles, comme avec Stardust et leur Music Sounds Better with You. Ils ont fait passer une musique d'initiés dans le grand public, tout en restant anonymes. Les Daft sont devenus la norme en matière de dance music exigeante, fun et commerciale. C'est une attitude qu'on aime en général dans la musique, mais aussi dans l'art, faire quelque chose de populiste et pas populaire ». Cette analyse est notamment partagée par Pharrell Williams ou Ben Cardew, qui a écrit un livre sur l'album. Ce dernier précise que ce fut particulièrement le cas aux États-Unis, notamment en raison de son côté soft rock.
L'album est cité par certains comme leur premier intérêt pour la musique électronique, comme Avicii, Zedd, Baauer ou A-Trak : « Je n’écoutais pas beaucoup de musique électronique à l’époque, et je pense que, jusqu’alors, la plupart des albums de ce genre étaient fermés sur eux-mêmes et les règles de leur genre. J'étais impressionné… L’album était explosif, euphorique, et plein d’imagination »,. De nombreux autres citent Discovery — et Daft Punk d'une manière générale — comme une influence majeure dans leur carrière, à l'instar de Disclosure, Alison Wonderland, Porter Robinson, Ratatat, Skrillex, Madeon ou encore Tame Impala.

## Liste des pistes
Toutes les chansons sont écrites et composées par Thomas Bangalter et Guy-Manuel de Homem-Christo.
| 1.    | One More Time                    | Bangalter, de Homem-Christo, Anthony Moore                   | Romanthony   | 5:20  |
| 2.    | Aerodynamic                      |                                                              |              | 3:27  |
| 3.    | Digital Love                     | Bangalter, de Homem-Christo, DJ Sneak, George Duke           | Daft Punk    | 4:58  |
| 4.    | Harder, Better, Faster, Stronger | Bangalter, de Homem-Christo, Edwin Birdsong                  | Daft Punk    | 3:45  |
| 5.    | Crescendolls                     | Bangalter, de Homem-Christo, Dwight Brewster, Aleta Jennings |              | 3:31  |
| 6.    | Nightvision                      |                                                              |              | 1:44  |
| 7.    | Superheroes                      | Bangalter, de Homem-Christo, Barry Manilow, Marty Panzer     |              | 3:57  |
| 8.    | High Life                        |                                                              |              | 3:22  |
| 9.    | Something About Us               |                                                              | Daft Punk    | 3:51  |
| 10.   | Voyager                          |                                                              |              | 3:47  |
| 11.   | Veridis Quo                      |                                                              |              | 5:44  |
| 12.   | Short Circuit                    |                                                              |              | 3:26  |
| 13.   | Face to Face                     | Bangalter, de Homem-Christo, Todd Edwards                    | Todd Edwards | 3:58  |
| 14.   | Too Long                         | Bangalter, de Homem-Christo, Anthony Moore                   | Romanthony   | 10:00 |
| 60:50 |                                  |                                                              |              |       |

## Classements et certifications
| Classement                    | Meilleure position |
| ----------------------------- | ------------------ |
| Allemagne (Media Control AG)  | 5                  |
| Australie (ARIA)              | 7                  |
| Autriche (Ö3 Austria Top 40)  | 6                  |
| Belgique (Flandre Ultratop)   | 1                  |
| Belgique (Wallonie Ultratop)  | 3                  |
| Canada (Canadian Albums)      | 2                  |
| Danemark (Tracklisten)        | 12                 |
| Espagne (Promusicae)          | 15                 |
| États-Unis (Billboard 200)    | 23                 |
| France (SNEP)                 | 2                  |
| Grèce (IFPI)                  | 2                  |
| Irlande (IRMA)                | 4                  |
| Italie (FIMI)                 | 8                  |
| Nouvelle-Zélande (RIANZ)      | 8                  |
| Norvège (VG-lista)            | 3                  |
| Pays-Bas (Mega Album Top 100) | 11                 |
| Portugal (AFP)                | 6                  |
| Royaume-Uni (UK Albums Chart) | 2                  |
| Suède (Sverigetopplistan)     | 7                  |
| Suisse (Schweizer Hitparade)  | 1                  |

| Pays        | Organisme    | Certification | Ventes  |
| ----------- | ------------ | ------------- | ------- |
| Allemagne   | BVMI         | Or            | 150 000 |
| Australie   | ARIA         | Or            | 35 000  |
| Belgique    | BEA          | Platine       | 50 000  |
| Canada      | Music Canada | Or            | 50 000  |
| Danemark    | IFPI Danmark | Platine       | 20 000  |
| États-Unis  | RIAA         | Or            | 805 000 |
| France      | SNEP         | 3 × Platine   | 600 000 |
| Italie      | FIMI         | Or            | 25 000  |
| Japon       | RIAJ         | Platine       | 200 000 |
| Royaume-Uni | BPI          | 2 × Platine   | 657 500 |
| Suisse      | IFPI         | Or            | 20 000  |